# Elsa Hagberg
Elsa Sofia Hagberg, ogift Andersson, född 11 januari 1903 i Eskilstuna i Södermanlands län, död 1 september 1963 i Sankt Görans församling i Stockholm, var en svensk sångerska. Hon var fram till 1940 gift med sångaren John Wilhelm Hagberg.
Elsa Hagberg var en av medlemmarna i duon Duo jag. Hon är begravd på Norra begravningsplatsen utanför Stockholm.

## Diskografi i urval
- En röd liten stuga, - John W. Hagberg, Arne Hülphers orkester